# 佐久間川合インターチェンジ
佐久間川合インターチェンジ（さくまかわいインターチェンジ）は、静岡県浜松市天竜区佐久間町川合にある三遠南信自動車道（佐久間道路）のインターチェンジである。

## 歴史
国土交通省は2019年（平成31年）3月1日に水窪IC - 佐久間川合ICの間14.4 km（キロメートル）で事業評価手続きを開始したと発表した。
- 2018年（平成30年）12月19日 : IC名称が「佐久間IC（仮称）」から「佐久間川合IC」に正式決定[2]。
- 2019年（平成31年）3月2日 : 佐久間川合IC - 東栄IC間開通に伴い、供用開始[2]。

## 周辺
近くの原田橋（国道473号）が2015年1月に崩落したため、開通時点では国道152号へは交互通行である河川敷の仮設道路を通行する必要があった。2020年2月29日、新たに架けられた原田橋が開通した。

## 接続する道路
- 直接接続
  - 国道473号

## 隣
E69 三遠南信自動車道（佐久間道路）
佐久間IC（事業中） -  佐久間川合IC - 浦川IC